# Holbeach
Holbeach – miasto w Anglii, w hrabstwie Lincolnshire, w dystrykcie South Holland. Leży 61 km na południowy wschód od Lincoln i 145 km na północ od Londynu. Miasto liczy 9448 mieszkańców.